# Смородський Петро Володимирович
Пе́тро Володимирович Смородський (5 липня 1891, Стара Рафалівка, (тепер Вараський район, Рівненська область) — 1 квітня 1982, США) — адміністративний полковник Армії УНР.

## Життєпис

Фотокопія посвідки виданої полк. П.Смородському з приводу розв'язання „Поліської Січі" в листопаді 1941 року

Народився Петро Володимирович 5 липня 1891 року «у лісній Рафалівській дачі» в родині лісника. Дитинство провів на рівненському Поліссі. У автобіографії згадує, що спочатку навчався у Житомирі, потім у Сумах, а завершив навчання у Києві.
Був кадетом в одному з російських кадетських корпусів, а потім закінчив ще й військову інженерно-механічну школу. Там отримав старшинський ранг і призначення у Київську авіаційно-автомобільну майстерню.
На той час авіація та автомобільні частини тільки зароджувалися і така військова спеціалізація була доволі рідкісною. З 1915 року Петро Смородський очолював технічний відділ і був одночасно начальником команди при майстерні.
У лютому 1917 року згідно з наказом генерального штабу перебрав пост завідувача автомобільного сектору Румунського фронту, а навесні наступного року був переведений до особового складу 3-ї Кавказької дивізії, штаб якої знаходився у Тифлісі.
Звідти, з великими перешкодами, повертався до Кременчука, а потім до Києва, щоб потрапити у лави Української армії. 

### В Армії УНР

Смородський у 20-х роках

З 12 травня 1918 року — урядовець 1-го рангу загального відділу Військового міністерства Української Держави.
З 1 серпня 1918 року та у 1919 році — на посаді головного військового журналіста Військового міністерства Української Держави, згодом УНР. Станом на 4 серпня 1920 року — начальник загальної частини Головної мобілізаційно-персональної управи Військового міністерства УНР. Станом на 18 червня 1921 року — начальник канцелярії Військового міністерства УНР.     

### В еміграції
З 1920-х в еміграції. Закінчив Лісову школу у Варшаві та відділ агрономії Вищого технічного інституту у Парижі. Працював інженером-агрономом у Сарненському повіті.
У 1939 році, після окупації Західної України радянською армією, був заарештований НКВС, утік з-під арешту, переховувався у Львові до приходу німців.

### В УПА під командою Бульби-Боровця
У 1941 році працював повітовим агрономом у м. Сарни. Підтримував тісні зв'язки з отаманом УПА Поліської Січі Тарасом Бульбою-Боровецем, з літа 1941 року був начальником його штабу та начальником школи підстаршин. Після переходу частини вояків УПА Поліської Січі до складу УПА-Північ, унаслідок конфлікту між ОУНР із бульбівцями, виїхав до Рівного. 
Працював інженером-агрономом у Рівному, Львові, Стрию, звідки емігрував до Австрії.
У 1949 році емігрував до США, де мешкав у м. Пасейк.
Помер 1 квітня 1982 року. Похований 5 квітня 1982 року на цвинтарі святого Андрія в Саут-Баунд-Брук.